# لک (ساموخ)
لک (به لاتین: Lək) یک منطقه مسکونی در جمهوری آذربایجان است که در شهرستان ساموخ واقع شده است. لک ۱۱۳۷ نفر جمعیت دارد.